# Зал славы словацкого хоккея
Зал славы словацкого хоккея (словац. Sieň slávy slovenského hokeja) — экспозиция, которая представляет самых выдающихся личностей словацкого хоккея с шайбой.
Возникла в 2002 году по инициативе Словацкого союза хоккея с шайбой. Первоначально находилась в Братиславском граде, а с апреля 2004 года доступна в Словацком народном музее на набережной Ваянского в Братиславе.

## Члены Зала славы словацкого хоккея
- 2002. Ладислав Трояк, Стэн Микита, Михал Полоний, Ладислав Горский[англ.], Ян Старши, Джордж Гросс[англ.], Владимир Дзурилла, Йозеф Голонка, Вацлав Недоманский, Петер Штястны (до 6 апреля 2009 года)[1]
- 2003. Растислав Янчушка, Войтех Околичаный[словац.], Мирослав Червенка, Ян Ендек[англ.]
- 2004. Франтишек Грегор, Карол Фако[словац.], Винцент Лукач, Милан Кужела
- 2005. Ярослав Вальтер, Игор Либа
- 2006. Рудольф Тайцнар
- 2007. Душан Пашек
- 2008. Душан Фашко[словац.]
- 2009. Дариус Руснак
- 2011. Юлиус Гаас, Ян Митошинка, Роберт Швегла
- 2012. Павол Демитра
- 2014. Здено Цигер
- 2018. Мирослав Шатан
- 2019. Фердинанд Марек, Ото Гашчак, Юлиус Шуплер, Ян Филц[нем.]
- 2021. Петер Бондра
- 2022. Жигмунд Палффи
- 2023. Мариан Госса
- 2024. Любомир Вишнёвский